# Rolf Kreienhop
Rolf Kreienhop (* 1944) war Vizepräsident des Bundesamts für Güterverkehr (BAG).
Im Zusammenhang mit den Ermittlungen der Staatsanwaltschaft Stuttgart wurde Kreienhop im April 2004 vom Dienst suspendiert, da er im Verdacht stand, der Spedition Willi Betz regelmäßig Termine unangemeldeter Verkehrskontrollen verraten zu haben. Er ließ sich u. a. von der Fa. Betz ein Auto im Wert von 32.500 Euro schenken.
Er wurde im März 2007 zu einer Bewährungsstrafe von elf Monaten sowie einer Geldstrafe von 15.000 Euro verurteilt.